# Olga Xirinacs Díaz
Olga Xirinacs Díaz (n. 11 mai 1936, Tarragona, Catalonia, Spania) este o scriitoare spaniolă de limbă catalană și spaniolă, precum și profesoară de pian. Ea are o pregătire artistică solidă, care dă profunzime operei sale literare. Ea a scris poezie, roman, povestiri și eseu.
Multe dintre cărțile sale au câștigat premii importante în literatura de specialitate în limba catalană, inclusiv: Sant Jordi, Sant Joan, Josep Pla, Ramon Llull, Carles Riba, printre altele. Acesta este singurul Mestra en Gai Saber de sex feminin de Jocs Florals din Barcelona după Mercè Rodoreda. În 1990, Generalitat de Catalunya ia acordat Creu de Sant Jordi.

## Opera

### Romane
- Música de cambra. Barcelona 1982.
- Interior amb difunts.
- La mostela africana i altres contes. Barcelona 1985.
- Al meu cap una llosa. Barcelona 1985.
- Zona marítima. Barcelona 1986.
- Relats de mort i altres matèries. Barcelona 1988.
- Mar de fons. Barcelona: Editorial Planeta 1988.
- Tempesta d'hivern. Barcelona 1990.
- Enterraments lleugers. Barcelona 1991.
- Cerimònia privada. Barcelona 1993.
- Josep Sala. Tarragona 1993.
- Sense malícia. Barcelona 1993
- Sucant el melindro. Barcelona 1996.
- La Vía Augusta. Vint pobles fan el Tarragonès. De Llevant a Ponent. Barcelona 1997.
- Viatge d'aigua. Un passeig per la Costa Daurada. Barcelona 1999.
- La tarda a Venècia. Barcelona 1999.
- L'home que mossegava les dones. Barcelona 2000.
- Pavana per un tauró. Barcelona 2001.
- No jugueu al cementiri. Barcelona 2002.
- Els 7 pecats capitals. La peresa – erótica- Barcelona 2002.
- Setmana de difunts Barcelona 2003
- El viatge. Dietari 1986-1990 Barcelona 2004
- El Hijo del tejedor. Barcelona 2006.
- Trens (Trenes). Barcelona 2006.
- El balcón de los suicidas. Barcelona 2007.
- Los viajes de Horacio Andersen. Tarragona 2008.
- El maestro de nubes. Badalona 2008.

### Poezie
- Botons de tiges grises. Barcelona 1977.
- Clau de blau (Tarraconis vrit amor). Tarragona 1978.
- Llençol de noces. Barcelona 1979.
- Tramada. Colectiv cu grupul Espiadimonis. Tarragona 1980.
- Preparo el te sota palmeres roges. Barcelona 1981.
- Versifonies. Colectiv cu grupul Espiadimonis Tarragona 1987.
- Llavis que dansen. Barcelona 1987.
- La pluja sobre els palaus. Barcelona 1990.
- La muralla. Barcelona 1993.
- Mansardes. Colectiv cu grupul Espiadimonis Tarragona 1997.
- Grills de mandarina (Gajos de mandarina). Lérida 2004.
- El sol a les vinyes/El sol en los viñedos. Il vangelo, Pasolini in memoriam. Ediție bilingvă. Barcelona 2005
- Eterna Ediție bilingvă. Barcelona 2006
- La Casona en el parque. Barcelona 2007

### Literatură pentru copii și tineret
- Marina. Ilustrații ale Asun Balzola. Barcelona 1986.
- Patates fregides. (Patatas fritas) Ilustrații ale Carme Solé. Barcelona 1994.
- Sóc un arbre. (Soy un árbol) Ilustrații ale Asun Balzola. Barcelona 1994.
- El far del capità. (El faro del capitán) Ilustrații ale Carme Solé. Barcelona 1994.
- Xocolata. (Chocolate) Barcelona 1994.
- El meu pare és capità. Ilustrații ale Gemma Sales. Barcelona 1995.
- Final d'estiu. Barcelona 1996.
- Wendy torna a volar. Barcelona 1996.
- El vol de Dràcula. Ilustrații ale Francesc Infante. Barcelona 1996.
- Mòmies. (Momias) Barcelona 1996.
- Triangles mortals o la sala dels difunts. Ilustrații ale Mercè Canals. Barcelona 1998.
- Marina / Cavall de mar.Ilustrații ale Asun Balzola. Barcelona 1998.
- La núvia adormida. Barcelona 1998.
- La Vaca Xoriça. Ilustrații ale Laia Soler. Barcelona 1998.
- Un cadàver per sopar. Barcelona 2000.
- L'escrivent de làpides. Barcelona 2002.
- Aprende el abecedario con adivinanzas. Barcelona 2007

### Participare la opere colective
- Jo sóc aquell que em dic Gerard, Terres de l'Ebre, Editorial Petròpolis, 2010.

## Premii
- 1976 - Flor natural als Jocs Florals de la Llengua Catalana de Lausana
- 1976 - Vila de Martorell de poesia pentru Feix de poemes per omplir un capvespre
- 1977 - Viola als Jocs Florals de la Llengua Catalana de Munic
- 1978 - Flor Natural als Jocs Florals de Barcelona
- 1980 - Premi Caravel·la pentru Preparo el te sota palmeres roges
- 1982 - Josep Pla pentru Interior amb difunts
- 1984 - Sant Jordi pentru Al meu cap una llosa
- 1986 - Premi Crítica Serra d'Or de novel·la pentru Al meu cap una llosa
- 1986 - Ramon Llull pentru Zona marítima
- 1987 - Carles Riba pentru Llavis que dansen
- 1987 - Crítica Serra d'Or de Literatura Infantil i Juvenil pentru Marina
- 1990 - Creu de Sant Jordi
- 1990 - Sant Joan pentru Enterraments lleugers
- 1994 - Ciutat de Palma pentru Sense malícia
- 2000 - Premi Ciutat de Badalona de Narrativa Juvenil pentru Un cadàver per sopar
- 2002 - Premi Sèrie Negra de Novel·la pentru No jugueu al cementiri[9]